# Doctor Angelicus : annuarium thomisticum internationale
Doctor Angelicus : annuarium thomisticum internationale war als deutsche Buchreihe ein Jahrbuch, das sich mit dem Leben und Wirken von Thomas von Aquin beschäftigte.
„Doctor Angelicus“ erschien von 2001 bis 2007 und wurde ab 2003 von der Deutschen Thomas-Gesellschaft herausgegeben. Die Jahresbücher waren mehrere hundert Seiten stark. Anfangs trugen sie den Zusatz „internationales thomistisches Jahrbuch“. Es wurden Beiträge in Deutsch, Englisch, Französisch, Spanisch und Italienisch veröffentlicht. Verleger war der Bonner Verlag Nova & Vetera. Der Titel des Jahrbuchs ist eine der ältesten und schönsten Ehrenbezeichnungen des hl. Thomas von Aquin: Doctor angelicus, der engelgleiche Lehrer. Themenschwerpunkte waren wissenschaftliche Beiträge zum Leben und Wirken von Thomas von Aquin, Rezensionen der neueren Thomasliteratur und die Thomistische Bibliographie für das jeweilige Jahr.
Mitbegründer und Schriftleiter des Jahrbuches war David Berger.